# 霍夫齊夫卡
51°26′30″N 33°58′51″E / 51.44167°N 33.98083°E
霍夫濟夫卡（烏克蘭語：Ховзівка）是位於烏克蘭東北部的村莊，由蘇梅州科諾托普區的普蒂夫利市鎮負責管轄。該村處於克列文河右岸，分別距離維亞特卡1.5公里和羅夏2公里，海拔高度163米，2001年人口113。